# バブーを探せ!
『バブーを探せ!』（バブーをさがせ!、原題：Choodalani Vundi）は、1998年に公開されたインドのアクション・スリラー映画。グナシェカールが監督を務め、チランジーヴィ、サウンダリヤー、プラカーシュ・ラージ、アンジャラ・ジャヴェーリが出演している。同年公開の映画で最大のヒットを記録した。

## キャスト
- ラーマクリシュナ - チランジーヴィ
- パドマパティ - サウンダリヤー（英語版）
- プリヤ - アンジャラ・ジャヴェーリ（英語版）
- マヘンドラ - プラカーシュ・ラージ
- 家主 - ブラフマーナンダム
- マヘンドラの父 - ドゥーリパーラ（英語版）
- スーリヤ - ブラフマージー
- ヴェーヌ・マーダヴ（英語版）
- ラーマクリシュナの息子 - テージャ・サッジャー
- 「Raamma Chilakamma」シーン出演 - モーニカ・ベーディー（英語版）
- アッル・ラーマリンガイヤ

## 受賞
フィルムフェア賞 南インド映画部門
- 音楽監督賞：マニ・シャルマ（英語版）
- 美術賞：トーッター・ダラニ

ナンディ賞
- 音楽監督賞（英語版）：マニ・シャルマ